# Tundra Publishing
Tundra Publishing était une société d'édition de comics située à Northampton (Massachusetts) créée par Kevin Eastman en 1990.

## Présentation
Tundra est fondé pour accueillir des projets dont les auteurs garderaient les droits. L'impression des comics et les recueils publiés sont de qualité. Parmi les ouvrages édités on note :
- Understanding Comics de Scott McCloud
- Cages de Dave McKean
- Taboo de Stephen Bissette. Cette anthologie accueille  From Hell  de Alan Moore et Eddie Campbell), Lost Girls de Alan Moore et Melinda Gebbie, Sweeney Todd de Neil Gaiman et Michael Zulli.
- Tantalizing Stories de Mark Martin et Jim Woodring où les premiers épisodes de Frank de Jim Woodring sont publiés
- Madman de Mike Allred
- Doghead de Al Columbia
- The Maximortal de Rick Veitch

## Disparition
Malgré la qualité des auteurs édités, Tundra n'est pas rentable et perd 14 millions de dollars avant de fermer ses portes en 1993. L'entreprise est rtachetée par Kitchen Sink Press.